# Thaumastoderma coronarium
Thaumastoderma coronarium is een buikharige uit de familie Thaumastodermatidae. Het dier komt uit het geslacht Thaumastoderma. Thaumastoderma coronarium werd in 1998 voor het eerst wetenschappelijk beschreven door Chang, Lee & Clausen. 